# BDO Unibank
BDO Unibank ou BDO est la principale banque philippine. Son siège social est situé à Makati.

## Histoire
Acme Savings Bank est fondée en 1968 à Manille. Elle est acquise en 1976 par Henry Sy, puis est renommée Banco de Oro. 
En 2001, elle fusionne avec Dao Heng Bank, une banque philippine bien plus petite. En 2003, elle acquiert les activités de Santander aux Philippines. Puis en 2005, elle acquiert les activités de United Overseas Bank aux Philippines. Banco de Oro possède à ce moment-là de 220 agences.
En 2006, Banco de Oro fusionne avec Equitable PCI Bank, la troisième banque du pays, après avoir pris avec SM Investments, son actionnaire majoritaire, une participation importante dans Equitable PCI Bank en 2005. À la suite de cela, la nouvelle entité prend son nom actuel de BDO Unibank et possède 685 agences bancaires. 
En 2009, BDO Unibank acquiert les activités bancaires de General Electric et sa filiale GE Money Bank aux Philippines, qui possède 30 agences. En 2013, BDO Unibank acquiert Citibank Savings, filiale de Citigroup aux Philippines, qui possède 10 agences. En 2014, BDO Unibank acquiert des activités aux Philippines de Deutsche Bank. La même année, elle acquiert The Real Bank, une petite caisse d'épargne des Philippines. En décembre 2014, BDO Unibank acquiert One Network Bank, une banque philippine spécialisée autour des territoires ruraux, qui possède une centaine d'agences.